# تیموتی بروک
تیموتی بروک (انگلیسی: Timothy Brook؛ زادهٔ ۶ ژانویهٔ ۱۹۵۱) چین‌شناسی، مورخ، نویسنده اهل کانادا است.
وی همچنین برندهٔ جوایزی همچون کمک‌هزینه گوگنهایم شده است.